# Штайнкірхен
Штайнкірхен (нім. Steinkirchen) — громада в Німеччині, розташована в землі Баварія. Підпорядковується адміністративному округу Верхня Баварія. Входить до складу району Ердінг. Центр об'єднання громад Штайнкірхен.
Площа — 18,08 км2. Населення становить 1272 ос. (станом на 31 грудня 2020).

## Галерея

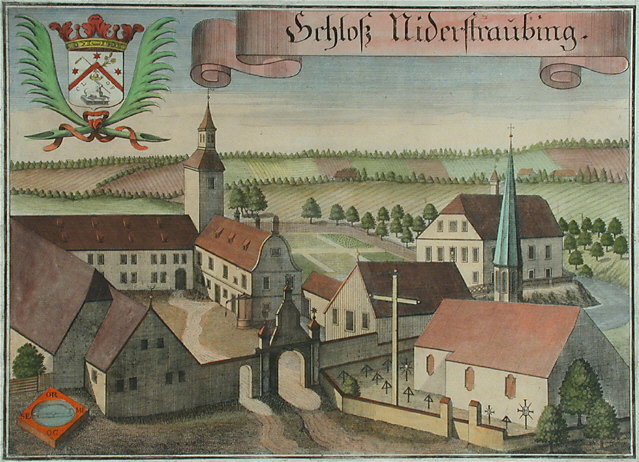